# Anatoliy Kolesov
Pour les articles homonymes, voir Kolessov.
Anatoli Ivanovitch Kolessov (en russe : Анатолий Иванович Колесов), né le 18 janvier 1938 à Litvinskoye (RSS kazakhe) et mort le 2 janvier 2012 à Moscou (Russie), est un lutteur russe ayant évolué sous l'ère soviétique.

## Biographie
Il est champion olympique de lutte gréco-romaine en 1964 à Tokyo, et trois fois champion du monde des moins de 78 kg. Devenu entraîneur, il doit emmener la délégation russe aux Jeux olympiques d'été de 2012, mais meurt début 2012 à l'âge de 74 ans. 

## Palmarès
- Jeux olympiques
  -  Médaille d'or en lutte gréco-romaine dans la catégorie des mi-moyens en 1964

- Championnat du monde
  -  Médaille d'or en lutte libre dans la catégorie des moins de 78 kg en 1962, 1963 et 1965.